# Meniscomorpha quava
Meniscomorpha quava là một loài tò vò trong họ Ichneumonidae.